# Антонов, Василий Григорьевич (большевик)
Василий Григорьевич Антонов (декабрь 1882, Воронежская губ. — май 1967) — советский партийный и государственный деятель, журналист.

## Биография
Член РСДРП с 1903 года. Учился на юридическом факультете Харьковского университета, в марте 1904 отчислен за организацию митинга против войны с Японией. В 1906 работал в Москве. За революционную деятельность выслан в Тобольскую губернию.
В 1907 бежал из ссылки, эмигрировал в Бельгию, с 1908 жил в Италии. В сентябре 1917 вернулся в Россию и прибыл во Владивосток.
В октябре 1917 на 2-й Дальневосточной конференции РКП(б) избран председателем краевого бюро, был одним из редакторов газеты «Красное знамя».
С 1920 член Дальбюро ЦК РКП(б), председатель Приморского областного Народного собрания ДВР. Руководил комиссией по иностранным делам Народного собрания ДВР, был редактором газеты «Дальневосточный путь».
После окончания Гражданской войны на работе в Москве. С января 1923 г. по 1930 в ТАСС зав. отделениями в Токио, Риме, Париже, затем в Международном аграрном институте, в Международной Ленинской школе, с 1934 г. в Издательстве литературы на иностранных языках, в 1940 г. ответственный секретарь редакции по подготовке Краткого политического словаря. С 1945 в Совинформбюро.
С 1953 персональный пенсионер.